# Ancillo (Argoños)
Ancillo es una de las cuatro localidades que tiene el municipio de Argoños (Cantabria, España). Está situado a 0,9 km de la capital municipal, Argoños, y tiene una altitud de 20 m s. n. m. . Además, está ubicado justo al lado de las marismas de Santoña, Victoria y Joyel. En el año 2012, la localidad contaba con una población de 127 habitantes (INE).
- Datos: Q5674789